# Felix Halle
Felix Leo Halle (* 1. Mai 1884 in Berlin; † 5. November 1937 in Butowo/Moskau) war ein deutscher Jurist während der Zeit der Weimarer Republik. 1937 wurde er Opfer des Großen Terrors in der Sowjetunion.

## Leben
Halle wurde als Sohn des jüdischen Bankiers Albert Halle und dessen Ehefrau Meta, geborene Cohn, in der elterlichen Wohnung an der Neuen Promenade 3 in der Spandauer Vorstadt geboren. Von 1902 bis 1905 studierte er Staats- und Rechtswissenschaften in Berlin, woran sich eine Promotion anschloss. Ob er ein Referendariat absolvierte, ist ungesichert, jedenfalls trat er nicht als Anwalt auf. 1913 arbeitete er als Schriftsteller und gründete den Neuen Deutschen Verlag, den er 1924 an Willi Münzenberg verkaufte. Dieser führte den Verlag im Auftrag der KPD bis zu deren Verbot 1933.
1912 wurde er Mitglied der SPD, 1917 der USPD und arbeitete als juristischer Mitarbeiter für deren Pressedienst. In dieser Zeit wurde er ebenso Mitglied im Bund der Freimaurer. Während des Ersten Weltkrieges publizierte Halle Ideen für eine Friedensordnung, in der er, neben dem Völkerbund, die Überwindung des Nationalismus durch eine „Europäische Wirtschaftsgemeinschaft“ sah.
1919 wurde er Rechtswissenschafts-Professor der Universität zu Berlin und reiste im Folgejahr auf Vorschlag und Empfehlung von Ernst Däumig und Clara Zetkin nach Sowjetrussland. Besonders war er dort von den revolutionären Veränderungen des Rechtssystems, insbesondere des Ehe- und Familienrechts, beeindruckt. Er arbeitete dort im Wissenschaftsrat des Volkskommissariats für Justiz und kehrte 1921 mit einem Forschungsauftrag im Straf- und Prozeßrecht nach Deutschland zurück. Seit Ende 1920 Mitglied der VKPD, war er von 1922 bis 1926 Leiter der juristischen Zentralstelle der KPD-Reichs- und Landtagsfraktionen sowie seit 1927 der juristischen Zentralstelle der Roten Hilfe. Bekanntheit erlangte in der Weimarer Republik sein juristischer Leitfaden Wie verteidigt sich der Proletarier in politischen Strafsachen (1924). 1924 wie 1928  bemühte sich Halle um ein Landtags- bzw. Reichstagsmandat, dass ihm die Partei versagte.
Auf KPD-Vorschlag war er 1928 und 1930 Mitglied des Staatsgerichtshofes der Weimarer Republik. Er lieferte Gutachten zu politischen Prozessen, wie zum Fall des verurteilten sowjetischen Diplomaten Towia Axelrod (Münchner Räterepublik), dem Wiederaufnahmeverfahren von Max Hoelz und der Bülowplatz-Affäre, in die auch Erich Mielke involviert war. Daneben arbeitete Halle eng mit dem Institut für Sexualwissenschaft um Magnus Hirschfeld und der Weltliga für Sexualreform zusammen und engagierte sich für die Entkriminalisierung von Homosexualität und Abtreibung und die Reform des Ehe- und Familienrechts. Auf den Kongressen der Weltliga für Sexualreform in Kopenhagen (1928), London (1929) und Brünn (1932) trat Felix Halle als Redner auf. In der KPD war Halle antisemitischen Vorurteilen ausgesetzt.
Halle lehrte Strafrecht an der Marxistischen Arbeiterschule (MASCH) und war 1929 Mitbegründer der Internationalen Juristischen Vereinigung. In der Nacht des Reichstagsbrandes wurde er verhaftet und einen Monat später wieder freigelassen. Er emigrierte gemeinsam mit seiner Ehefrau über Ascona, wo er die Frauenrechtlerin Helene Stöcker kennenlernte, Prag und Paris emigrierte er in die Sowjetunion, wo er seit 1934 am Moskauer Institut für Kriminalistik arbeitete. 1935 hielt er sich zeitweise in der Schweiz auf, um (erfolgreich) dem deutschen Auslieferungsantrag gegen Heinz Neumann an das Dritte Reich entgegenzuarbeiten. Am 3. März 1936 ausgebürgert, erarbeitete er im Auftrag des Exekutivkomitees der Komintern (EKKI) in der Pariser Kun-Kommission aus der Anklageschrift Ernst Thälmanns eine Verteidigungsstrategie.
Zurück in Moskau wurde Halle im Zuge der Deutschen Operation des NKWD am 5. August 1937 verhaftet und konterrevolutionärer, trotzkistischer Tätigkeit angeklagt. Am 25. August aus der KPD ausgeschlossen, wurde er am 1. November 1937 zum Tode verurteilt und am 5. November erschossen. Die Zentrale Parteikontrollkommission (ZPKK) der SED rehabilitierte ihn 1956.

## Veröffentlichungen (Auswahl)
- Die völkerrechtliche Unverletzlichkeit der Gesandten. Ein Rechtsgutachten zum Hochverratsprozeß gegen den Vertreter der Russischen Sowjetrepublik Dr. Axelrod. Rätebund, Berlin 1921.
- Neue Weltpolitik. Gerechtigkeit, Menschenliebe und Duldsamkeit als Richtlinien der Staaten. In: Friedenspflichten der Nationen. Vier Preisarbeiten, hrsg. von der Moritz-Mannheimer-Stiftung der Großloge für Deutschland. Gotha: Perthes 1919, 1–102.
- Vorwort. In: [Max Hölz]: Hölz' Anklagerede gegen die bürgerliche Gesellschaft. Gehalten vor dem Moabiter Sondergericht am 22. Juni 1921 in Berlin. Nach dem stenographischen Bericht. Mit einem Vorwort von Felix Halle. Frankes Verlag, Leipzig/Berlin [1921], S. 3–5.
- Wie verteidigt sich der Proletarier in politischen Strafsachen vor Polizei, Staatsanwaltschaft und Gericht? Neuer Deutscher Verlag, Berlin 1924. - (2. Unveränderte Auflage 1924. Dritte Auflage 1929. Vierte erweiterte Auflage 1931.)
- Anklage gegen Justiz und Polizei. Zur Abwehr der Verfolgung gegen das proletarische Hilfswerk für die politischen Gefangenen und deren Familien. Mopr Verlag, Berlin 1926.
- Geschlechtsleben und Strafrecht. Vorwort v. Magnus Hirschfeld. Mopr Verlag, Berlin 1931.